# Twan Poels
Twan Poels, né le 27 juillet 1963 à Oeffelt, est un coureur cycliste néerlandais. Il devient professionnel en 1985 et le reste jusqu'en 1992. Il remporte trois victoires durant cette période.

## Palmarès
- 1982
  - 2e du championnat des Pays-Bas sur route juniors
- 1984
  - 2e du Ronde van Zuid-Holland
  - 2e du championnat des Pays-Bas sur route amateurs
- 1986
  - 1re étape du Tour des Pays-Bas
  - 2e de Gand-Wevelgem
  - 2e du Grand Prix de Wielerrevue
  - 3e du Tour de Zélande centrale
- 1987
  - 4eb étape du Tour des Pays-Bas (contre-la-montre par équipes)
- 1988
  - Grand Prix de la Libération (contre-la-montre par équipes)
- 1989
  - 3e du Grand Prix de Wielerrevue
- 1990
  - 2e du Grand Prix de Forbo

## Résultats sur les grands tours

### Tour de France
5 participations
- 1986 : 65e
- 1988 : 127e
- 1989 : 114e
- 1990 : 115e
- 1991 : 154e

### Tour d'Espagne
1 participation
- 1991 : hors délais à la 12e